# Atlantic Beach (Floride)
Pour les articles homonymes, voir Atlantic Beach.
Atlantic Beach est une ville du comté de Duval, dans l'État de Floride, aux États-Unis. Sa superficie est de 33,6 km2 et sa population était de 13 700 habitants en 2004.

## Démographie
| 1930 | 1940 | 1950  | 1960  | 1970  | 1980  |
| ---- | ---- | ----- | ----- | ----- | ----- |
| 164  | 468  | 1 604 | 3 125 | 6 132 | 7 847 |

| 1990   | 2000   | 2010   | - | - | - |
| ------ | ------ | ------ | - | - | - |
| 11 636 | 13 368 | 12 655 | - | - | - |

## Source
- (en) Cet article est partiellement ou en totalité issu de l’article de Wikipédia en anglais intitulé « Atlantic Beach, Florida » (voir la liste des auteurs).